# Complejo Museográfico Provincial «Enrique Udaondo»

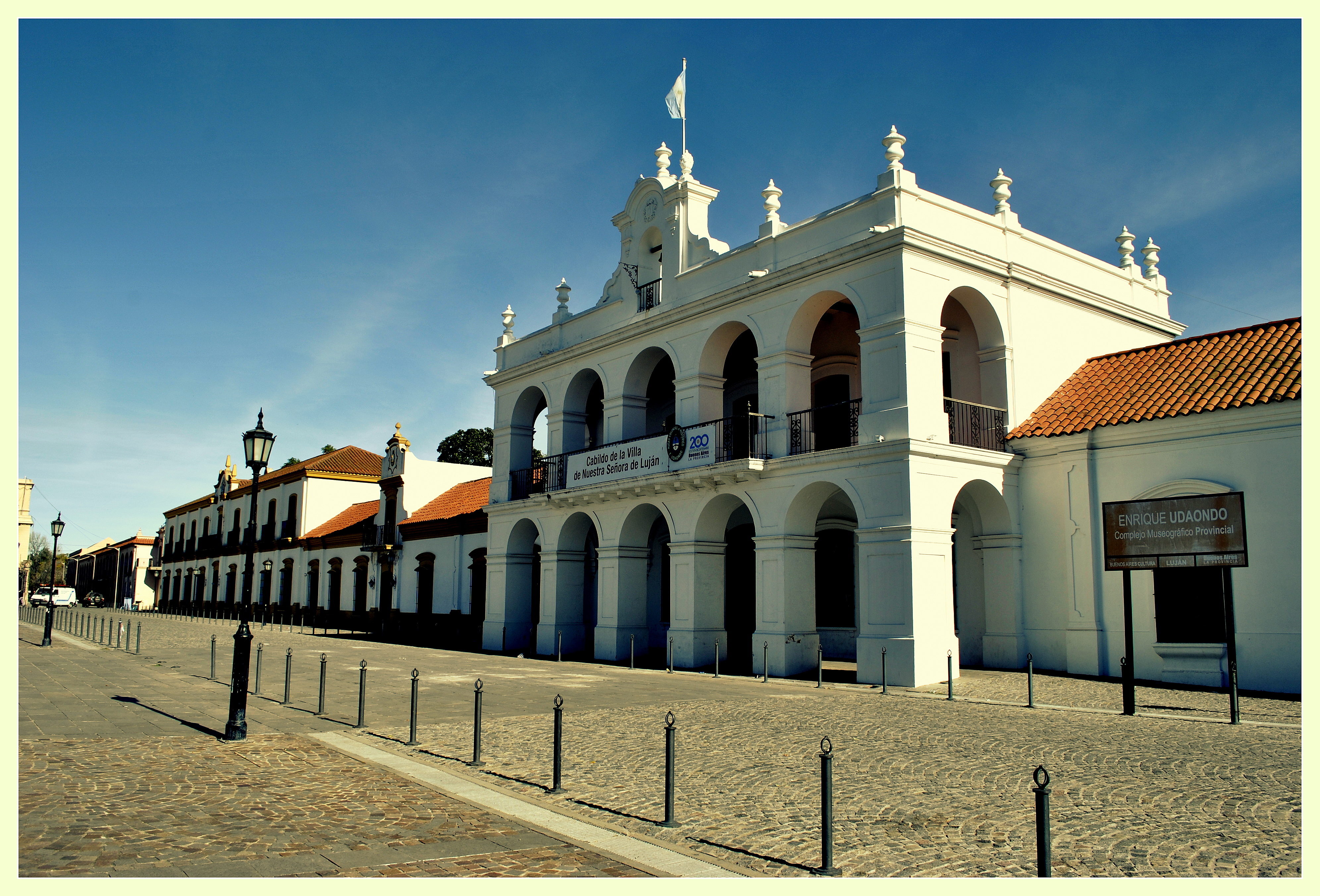
Frente del Complejo Museográfico. Cabildo de Luján.

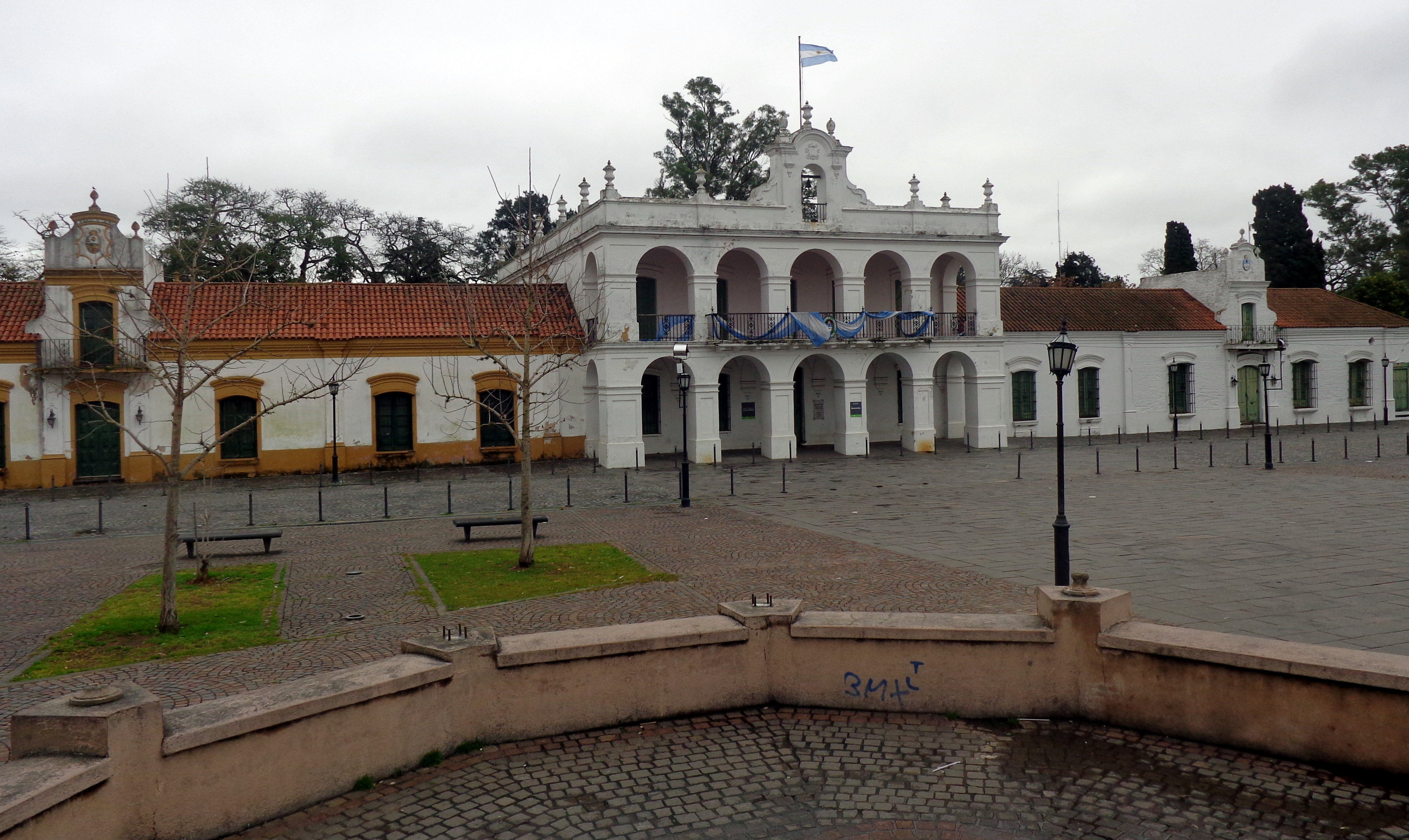
Cabildo de Luján (Área I del Complejo Museográfico)

El Complejo Museográfico Provincial "Enrique Udaondo" se encuentra ubicado en la Ciudad de Luján en la Provincia de Buenos Aires, República Argentina. Formado por el Museo Colonial e Histórico, el Museo de Transportes y el Salón del Automóvil; es por su inmenso acervo patrimonial uno de los más importantes del país.Sitio oficial del museo en Facebook.

## Historia del Museo
En su Crónica del Museo de Luján, publicada por la Librería de Mayo en 2008, Jorge Juan Cortabarría, afirma que el Comisionado Municipal Domingo Fernández Beschtedt pone de manifiesto al interventor de la provincia de Buenos Aires, José Luis Cantilo, el estado calamitoso y endeble del Cabildo de Luján, solicitándole con carácter de urgencia el necesario auxilio para evitar el muy factible derrumbe del edificio histórico.
Por decreto n.°1362 bis de fecha 31 de diciembre de 1917, el interventor en la Provincia de Buenos Aires, Don José Luis Cantilo, dispuso se destinara el edificio del Cabildo de la Villa de Luján y el Real Estanco de Naipes y Tabaco conocido como la «Casa del Virrey», para sede del Museo Colonial e Histórico de la Provincia de Buenos Aires, encargando al Ingeniero Martín Noel la restauración del edificio.
El museo fue inaugurado el 12 de octubre de 1923, siendo su primer director con carácter honorario, Don Enrique Udaondo.
El Cabildo de Luján y la «Casa del Virrey» fueron declarados Monumentos Históricos Nacionales, por Decreto del Poder Ejecutivo n.° 120411 del 21 de mayo de 1942. En ellos vivieron y estuvieron prisioneros destacadas figuras del Gobierno Colonial, próceres de la Independencia y de la Reorganización Nacional. Fue en la casa contigua al Cabildo donde se refugió el virrey marqués Rafael de Sobremonte intentado huir a Córdoba con los caudales del Virreinato en tiempo de las Invasiones Inglesas. Debido a lo cual a dicho edificio se lo comenzó a llamar popularmente como "del Virrey". Cabe destacar también que en este sitio vivió Francisco Javier Muñiz.
En el Cabildo estuvieron prisioneros, entre otros, los generales William Carr Beresford, Manuel Belgrano, José María Paz y Bartolomé Mitre, los hermanos Reynafé y Cornelio Saavedra.[cita requerida]
El aumento progresivo del acervo cultural del Museo, determinó la adquisición de terrenos colindantes, donde se construyeron nuevos pabellones que reproducen antiguos edificios coloniales, como por ejemplo la Aduana Vieja (Frente del Pabellón Federal) y el convento de las Monjas de Santa Catalina (Frente del Pabellón Balcarce). En los jardines del antiguo Cabildo se encuentra una fiel reproducción arquitectónica de una capilla colonial. En la actualidad el Museo ocupa una superficie de tres manzanas y media.
El Complejo Museográfico Provincial «Enrique Udaondo» está situado en la ciudad de Luján, Provincia de Buenos Aires, a unos 65 km de la capital federal.
Este Complejo Museográfico está compuesto por el Museo Colonial e Histórico (Área I), el Museo de Transportes (Área II), el Salón del Automóvil (Área III), la Biblioteca «Enrique Peña», el Archivo «Estanislao Zeballos» y la Biblioteca y Archivo «Federico Fernández de Monjardín». 
El patrimonio monumental de edificios y acervo museológico ha sido destacado por la República Argentina, con la declaración de sus tres Monumentos Históricos Nacionales: La Casa Cabildo: fue sede del Cabildo de la Villa de Luján y es considerada «Hito 0 de la Argentinidad”. Por ella han pasado también otras instituciones de importancia local y regional (Intendencia, Juzgado, Destacamento Policial y Primer Establecimiento Educativo de la Provincia de Buenos Aires), como así también los hombres y mujeres más importantes de la Argentina, que de una u otra forma forjaron y moldearon sus destinos. Es por ello el edificio más importante y valorado del Museo.
La «casa del Virrey» fue utilizada por el virrey Marqués Rafael de Sobremonte en su paso por Luján hacia Córdoba, en 1806, llevando consigo caudales reales como consecuencia de la Primera Invasión Inglesa. Esta casa fue sede del Real Estanco de Tabaco y Naipes, primera Oficina Real de cobro de tributos de la pampa.
La casa de Josefa Galarza: fue una residencia particular, considerada como el único exponente de arquitectura civil colonial rural, existente sin alteraciones en la Provincia de Buenos Aires.

## Salas

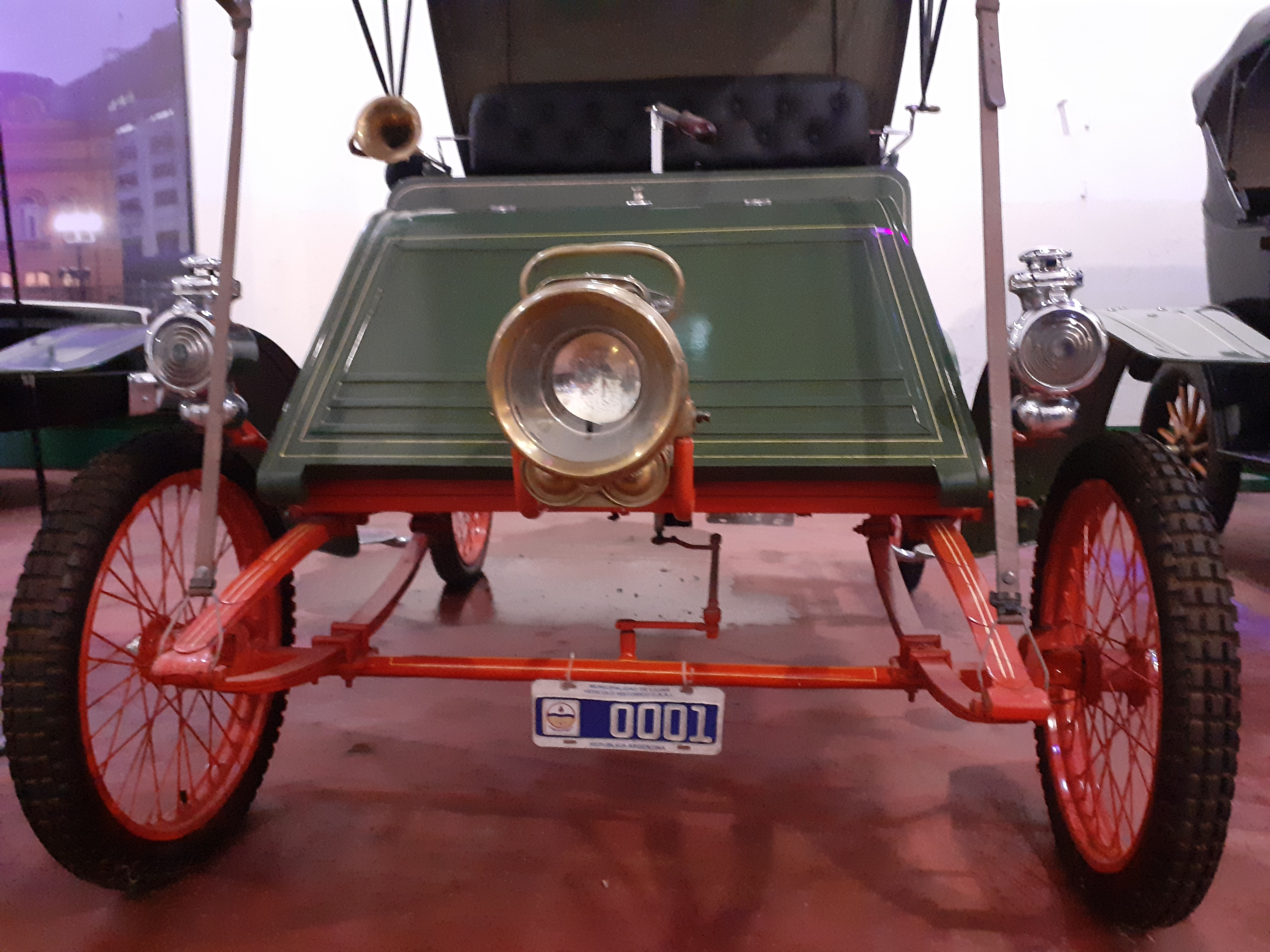
Automóvil Patente N° 0001 (Salón del Automóvil-Luján-ARGENTINA)

Museo Colonial e Histórico
Relato Historiográfico
- 1. Sala  "Eterna Magia de lo Sagrado"
- 2. Sala Gaucho - Ricardo Güiraldes "El arte en la cultura criolla"
- 3. Sala Planta Alta del Cabildo
- Sala Capitular del Cabildo de la Villa de Luján
- Virreinato del Río de la Plata
- Invasiones Inglesas
- Revolución de Mayo
- 5. Sala Luchas por la Independencia
- 6. Sala Autonomías Provinciales
- 7. Sala Presidencia de Rivadavia
- 8. Sala Época Federal
- 9. Sala Presidencias Argentinas
- Organización nacional
- Argentina moderna
- De la democracia representativa a la democracia social

Salas Complementarias
- Historia de la Escuela Bonaerense
- Calabozos del Cabildo de Luján
- Sala Enrique Udaondo
- Sala Capilla
- Salón Balcarce
- Salón Cultural
- Patios y Jardines

Museo de Transportes
- Sala "La Porteña"

Carreta Quinchada "El plumerillo"
Sopanda del General Manuel Belgrano
Primera Locomotora Argentina "La Porteña"
- Sala "Grandes Travesías"

Carola Lorenzini
Hidroavión "Plus Ultra"
"Gato" y "Mancha"
Velero "LEHG" de Vito Dumas
SNO-CAT Primera Expedición Terrestre al Polo Sur

## Galería de imágenes

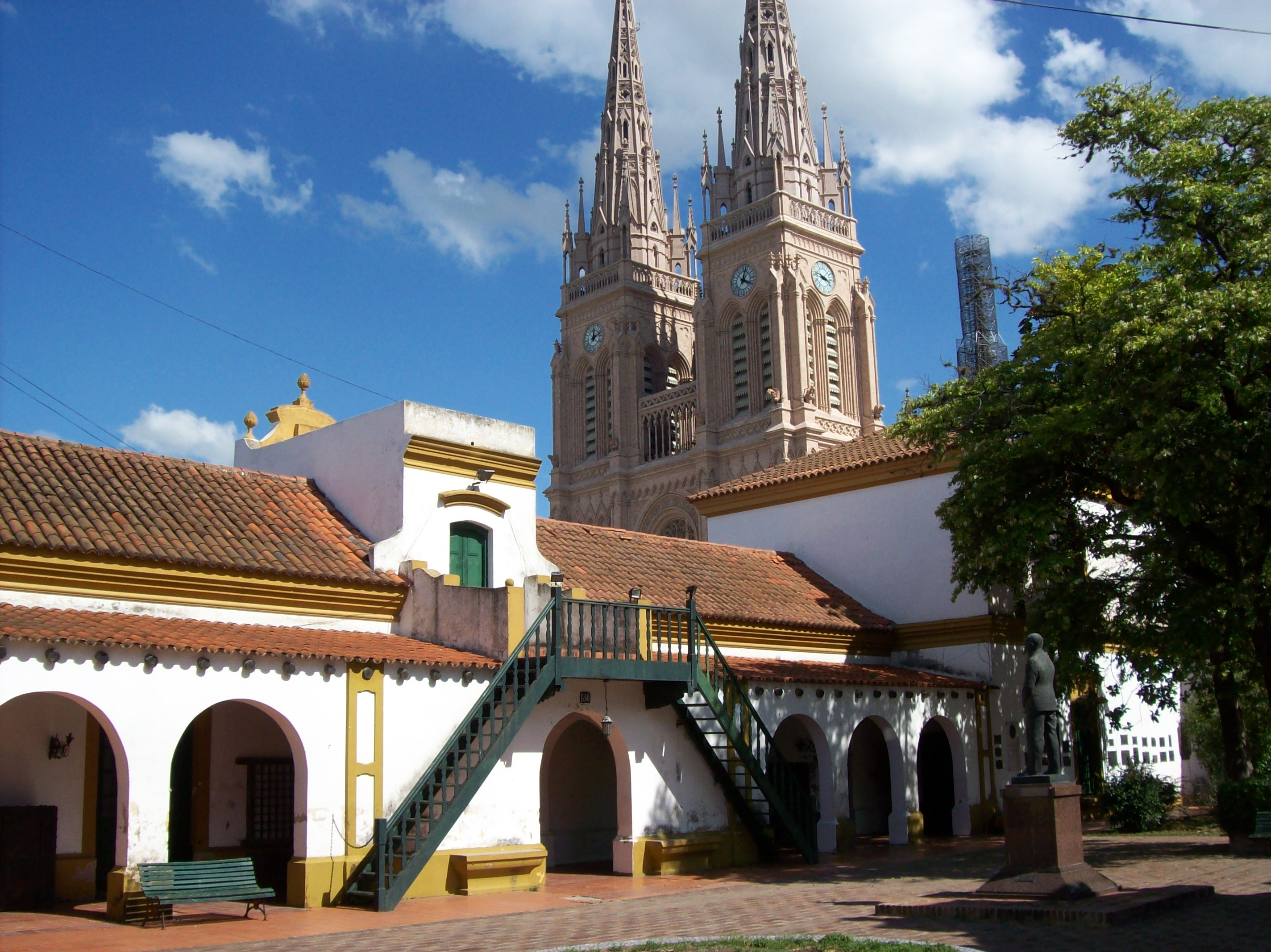
Patio del Museo Colonial e Histórico.
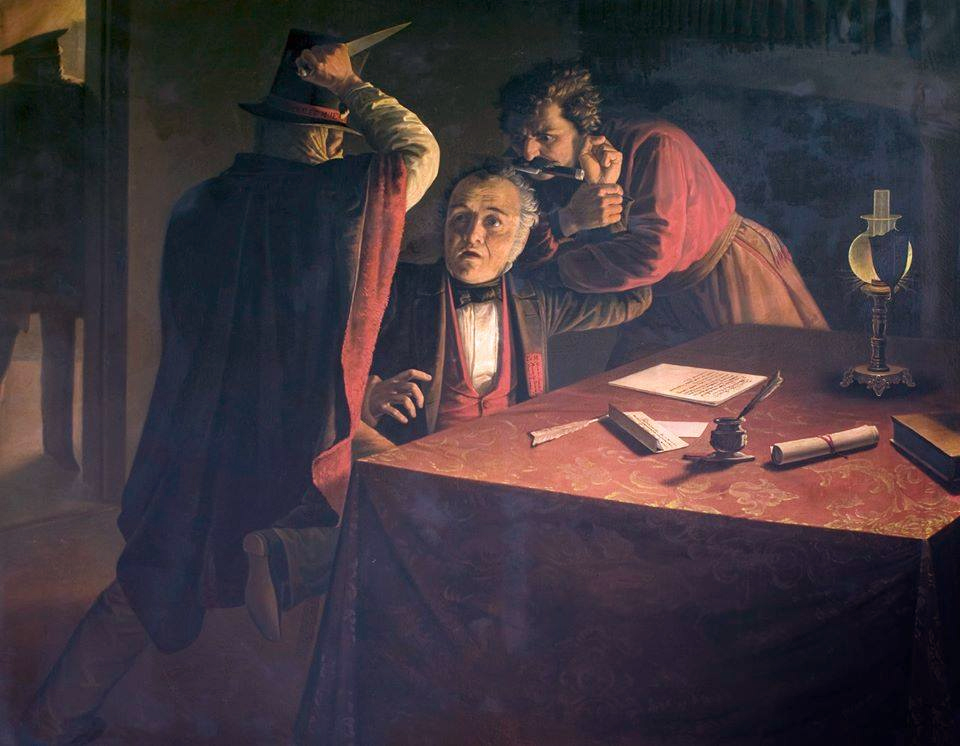
Asesinato de Manuel Vicente Maza, pintura al óleo sobre tela de Benjamín Franklin Rawson. Sala Federal.
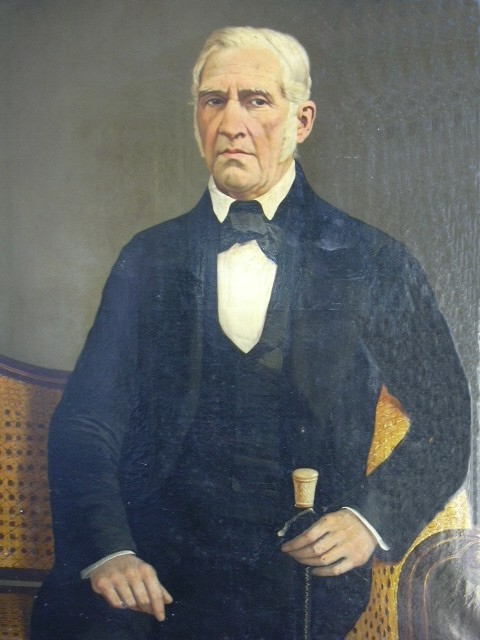
Eustoquio Díaz Vélez. Óleo de Benjamín Franklin Rawson.